# Julián Lara
Julián Lara (n. Zafra de Záncara (Cuenca), 7 de enero de1908 - f. Madrid, 1 de marzo de 1995 ), tipógrafo, político y sindicalista español, histórico militante de UGT, PSOE, Pasoc e IU.

## Reseña biográfica
Miembro del PSOE, exiliado en México durante la dictadura franquista, tras la ruptura del partido en 1972 se une al PSOE Histórico de Rodolfo Llopis.
Fue Presidente del Partido de Acción Socialista (Pasoc) -el antiguo PSOE Histórico- desde el 23 de enero de 1983 al 27 de mayo de 1990, en que cede el testigo a Pablo Castellano y es elegido Presidente honorífico.
Nacido en Zafra de Záncara (Cuenca) el 7 de enero de 1908, dentro de una familia de ganaderos. Tuvo cuatro hermanos. Estudió con diversas órdenes religiosas en Salamanca y Segovia, y el bachillerato en el instituto de Segovia donde tuvo de profesor a Antonio Machado. Se trasladó a Madrid en 1923, entrando a trabajar en diversas imprentas. Estudió en la Escuela de Aprendices Tipógrafos de la Asociación del Arte de Imprimir de UGT. Tesorero de las Juventudes Socialistas en Madrid, ingresó en 1928 en el PSOE con el aval de Andrés Saborit y de Trifón Gómez. En una huelga de tipógrafos en Madrid fue despedido siendo delegado sindical de UGT. Simpatizante de Prieto, participó en la campaña electoral de Cuenca en las elecciones del Frente Popular. Al estallar la guerra, subió con la llamada brigada “motorizada”, vinculada al PSOE, al frente de Peguerinos. Alcanzó el grado de capitán, ejerciendo la comandancia de Olot al final de la guerra. Se casó en Albacete durante la guerra.
Refugiado en Francia, consiguió ser evacuado por el SERE en el Mexique. La Financiera del comité técnico del SERE aprobó un proyecto suyo para la creación de una imprenta. En 1940 trabajó de cajista en la imprenta Industrial Gráfica de La Casa de España.  Dirigente de las Juventudes Socialistas en México, fue elegido su presidente en el II Congreso en octubre de 1943, con Ovidio Salcedo como secretario general. Responsable de la editorial Impresiones Modernas, junto a Eulalio Ferrer, sufragó los gastos de la biografía de Julián Besteiro a cargo de Andrés Saborit en 1960. Fue miembro suplente del Comité Director del PSOE por México entre 1964 y 1967.
En 1968 se trasladó a Toulouse, pasando clandestinamente a España en varias ocasiones, trasladando documentación e instrucciones para las organizaciones socialistas madrileñas. Solicitó infructuosamente el retorno legal a España, siéndole denegado el permiso de residencia todavía en 1975.
Dirigente del PSOE histórico, donde llegó a ser vicepresidente, participó en las gestiones para la legalización del partido.  Fue el quinto candidato a diputado por Madrid de la Alianza Socialista Democrática en las elecciones de junio de 1977. Repitió candidatura en cuarto lugar por el Partido Socialista (antiguo PSOE H) en Madrid, junto a Modesto  Seara y Luis Alonso Novo,  en las elecciones de octubre de 1982, siendo anulada la lista. Fue miembro fundador del patronato de la Fundación Indalecio Prieto en 1986. Desempeñó la presidencia del Partido de Acción Socialista (PASOC) integrado en la coalición Izquierda Unida. Se ocupó de la confección gráfica del periódico del partido, Acción Socialista. Murió en Madrid el 1 de marzo de 1995.